# 1759
| 1759                        |
| --------------------------- |
| Dødsfald - Fødsler          |
| • Begivenheder • Litteratur |

| Gregoriansk kalender | 1759 MDCCLIX            |
| Ab urbe condita      | 2512                    |
| Armensk kalender     | 1208 ԹՎ ՌՄԸ             |
| Kinesiske kalender   | 4455 – 4456 戊寅 – 己卯 |
| Etiopisk kalender    | 1751 – 1752             |
| Jødisk kalender      | 5519 – 5520             |
| Hindukalendere       |                         |
| - Vikram Samvat      | 1814 – 1815             |
| - Shaka Samvat       | 1681 – 1682             |
| - Kali Yuga          | 4860 – 4861             |
| Iransk kalender      | 1137 – 1138             |
| Islamisk kalender    | 1173 – 1174             |

Konge i Danmark: Frederik 5. 1746-1766
Se også 1759 (tal)

## Begivenheder

### Januar
- 15. januar – British Museum i London åbnes for publikum

### August
- 12. august - Det Russiske Kejserriges hær under general Pjotr Soltikov og østrigerne under general Ernst von Laudon slår 40.000 preussere under Frederik den Store i slaget ved Kunersdorf i Syvårskrigen (1756–1763)

### September
- 10. september – Søslaget på Stettiner Haff (ved Nowe Warpno og Ueckermünde) mellem Preussen og Sverige.
- 18. september – Franskmændene overgiver Quebec til briterne

### November
- 20. november - Slaget om Quiberon Bay

### December
- 2. december - Christians Kirke på Christianshavn, oprindelig benævnt Frederiks (tyske) Kirke, tegnet af Eigtved, indvies.

## Født
- 12. marts – Rasmus Nyerup, dansk litteraturhistoriker (død 1829).
- 16. august - Carl Fredric von Breda, svensk portrætmaler (død 1818).
- 26. oktober – Georges-Jacques Danton, fransk sagfører og revolutionsmand (død 1794).

## Dødsfald
- 14. april – Georg Friedrich Händel, tysk-engelsk komponist (Messias, Water Music). 74 år.